# Рађеновићи (Будва)
Рађеновићи је насељено мјесто у општини Будва у Црној Гори. Према попису из 2023. није било становника.

## Демографија
Ово насеље нема више становника (према попису из 2003. године), а у последња три пописа, примећен је пад у броју становника.
|  |

| Демографија-- | Демографија-- | Демографија-- |
| Година        | Становника    | Становника    |
| ------------- | ------------- | ------------- |
|               |               |               |
|               |               |               |
|               |               |               |
|               |               |               |
| 1948.         | 85            |               |
| 1953.         | 84            |               |
| 1961.         | 70            |               |
| 1971.         | 32            |               |
| 1981.         | 13            |               |
| 1991.         | 2             | 2             |
| 2003.         | 0             | 0             |
|               |               |               |

| Година пописа     | 1948. | 1953. | 1961. | 1971. | 1981. | 1991. | 2003. |
| ----------------- | ----- | ----- | ----- | ----- | ----- | ----- | ----- |
| Број домаћинстава | 21    | 21    | 17    | 9     | 4     | 1     | 0     |

| Број чланова      | 1 | 2 | 3 | 4 | 5 | 6 | 7 | 8 | 9 | 10 и више | Просек |
| ----------------- | - | - | - | - | - | - | - | - | - | --------- | ------ |
| Број домаћинстава | 0 | 0 | 0 | 0 | 0 | 0 | 0 | 0 | 0 | 0         | 0      |